# Emma Bunton
Emma Bunton (* 21. ledna 1976) je anglická zpěvačka, členka skupiny Spice Girls. Své první sólové album s názvem A Girl Like Me vydala v roce 2001 (vydavatelství Virgin Records). Později vydala alba Free Me (2004) a Life in Mono (2006). Rovněž se věnovala herecké kariéře. V letech 2003 až 2012 vystupovala (pouze v několika epizodách) v seriálu Absolutely Fabulous. Jejím dlouholetým přítelem je zpěvák Jade Jones.